# Dinastia Karagheorghevic
Karagheorghevic (sârbă Карађорђевић, pl. Karađorđevići / Карађорђевићи, pronunțat [karad͡ʑǒːrd͡ʑeʋit͡ɕ]) este o familie dinastică sârbă, fondată de Karađorđe Petrović, Veliki Vožd („Mare Vodă”) al Serbiei la începutul anilor 1800, în timpul primei revolte sârbe. Dinastia relativ de scurtă durată a fost susținută de Imperiul Rus și s-a opus susținerii dinastiei Obrenovic a Austro-Ungariei. După asasinarea lui Karađorđe în 1817, Miloš Obrenović a fondat Casa lui Obrenović. Cele două case au ținut cu rândul ulterior tronul timp de mai multe generații. După asasinarea lui Alexandru în 1903, Parlamentul sârb l-a ales pe nepotul lui Karađorđe, Peter I Karađorđević, care a trăit apoi în exil, pentru tronul Regatului Serbiei. El a fost încoronat în mod corespunzător ca regele Petru I și, cu puțin înainte de sfârșitul primului război mondial, reprezentanții celor trei popoare au proclamat un regat al sârbilor, croaților și slovenilor cu Petru I ca suveran. În 1929, Regatul a fost redenumit Iugoslavia, sub Alexandru I, fiul lui Petru I. În noiembrie 1945, tronul a fost pierdut când Liga Comuniștilor din Iugoslavia a luat puterea, în timpul domniei lui Petru al II-lea.

## Legături externe
Materiale media legate de dinastia Karađorđević la Wikimedia Commons
- Official site of the Serbian Royal Family
- Crown Prince Alexander's Foundation for Culture and Education Arhivat în 17 ianuarie 2020, la Wayback Machine.
- Princess Katherine's Humanitarian Foundation